# کانسای پینت
کانسای پینت (انگلیسی: Kansai Paint) شرکت صنایع شیمیایی ژاپنی است، که در سال ۱۹۱۸ تأسیس شد.